# Aeroportul Washington County
Aeroportul Washington County (IATA: WSG, ICAO: KAFJ, FAA LID: AFJ) este un aeroport din South Franklin Township⁠(d), Comitatul Washington, Pennsylvania, Pennsylvania, Statele Unite ale Americii. Aeroportul a fost tranzitat în 2017 de 32 de pasageri.
Situat la o altitudine de 361 m, aeroportul dispune de 1 pistă.

## Infrastructură

### Piste
Aeroportul dispune de o singură pistă. Pista 09/27 are suprafața de asfalt și dimensiunile 5.004 picioare × 100 picioare. 